# Bitė Lietuva
UAB „BITĖ Lietuva” – litewski dostawca usług telekomunikacyjnych z siedzibą w Wilnie.
BITĖ Group należy do największych grup telekomunikacyjnych w krajach bałtyckich.
Przedsiębiorstwo zostało założone w 1995 roku.